# کلادیو واندلی
کلادیو واندلی (ایتالیایی: Claudio Vandelli؛ زادهٔ ۲۷ ژوئیهٔ ۱۹۶۱) دوچرخه‌سوار اهل ایتالیا است.
وی در مسابقات کشوری و بین‌المللی در مجموع برندهٔ ۱ مدال طلا شده‌است.